# John Grenville
John Ashley Biggie Grenville (Berlín, 11 de enero de 1928 - Reino Unido, 7 de marzo de 2011) fue un historiador británico especializado en la Edad Contemporánea.
john judía alemana, y su nombre inicialmente fue Hans Grauber. En 1939 huyó de la persecución nazi mediante el Kindertransport. Estudió en una Prep school de Essex y en la Cambridge Technical School. Continuó su formación con un gardening job en Peterhouse, Cambridge. Estudió en el Birkbeck College (University of London) y en la London School of Economics, donde se doctoró. 
Realizó docencia en la Universidad de Yale, la de Birmingham, la de Hamburgo y en el Leo Baeck Institute de Londres.
Obtuvo la Hutchinson Medal.
En su honor se ha instituido el John A. S. Grenville PhD Studentship in Modern Jewish History and Culture del Leo Baeck Institute.

## Obras
- Lord Salisbury and Foreign Policy, the Close of the Nineteenth Century

- The Major International Treaties 1914-1973

- Europe Reshaped 1848-1878

- A World History of the 20th Century

- The Jews of Hamburg: The Death of a Civilization from 1790 to the Holocaust.

- Year Book of the Leo Baeck Institute, Oxford: Berghahn Books, 2007, (Co-Ed. with Raphael Gross)

- Preface to Leo Baeck Institute Yearbook LV (2010)

- Modernism/modernity[5]

## Artículos de Wikipedia que utilizan estas publicaciones como fuente
▪	Jerusalén
	▪	Revoluciones de 1848
	▪	Israeli settlement timeline  
	▪	Wallachian Revolution of 1848  
	▪	en:Yalta Conference  
	▪	en:Aftermath of World War II  
	▪	en:Marshall Plan  	
	▪	en:Joseph Stalin  	
	▪	en:Eastern Bloc  
	▪	en:Czechoslovak Socialist Republic  	
	▪	en:Religious significance of Jerusalem  
	▪	en:Czechoslovak coup d'état of 1948  
	▪ en:Eastern Bloc economies  
	▪	en:Demographics of Palestine  
	▪	en:Cold War (1947–1953)  
	▪	en:List of mayors of Jerusalem  
	▪	en:Eastern Bloc politics  
	▪	en:Iron Curtain  
	▪	en:Soviet occupations  
	▪	en:Soviet–German relations before 1941  
	▪	en:Eastern Bloc information dissemination 
	▪	en:German–Soviet Axis talks  
	▪	en:Cold War (1962–1979)  
	▪	en:World War II  
	▪	en:Origins of the Cold War  
	▪	en:Illegal emigration  
	▪	en:German–Soviet Credit Agreement (1939)  
	▪	en:Nazi–Soviet economic relations (1934–1941)  
	▪	en:Alvensleben Convention